# 日本を、取り戻す。
「日本を、取り戻す。」（にっぽんをとりもどす）は、2012年から2013年にかけて安倍晋三と自由民主党が掲げたスローガンの一つ。安倍は2012年9月の自民党総裁選挙で総裁に選出され、自民党は同年12月の第46回衆議院議員総選挙で大勝し、政権に復帰した。

## 概要
2012年9月14日、自由民主党総裁選挙が公示。自民党は総裁選のポスターのキャッチフレーズとして「日本を、取り戻す。」を初めて使用した。安倍晋三は同日に行われた出陣式で「この戦いはまさに日本を取り戻す戦いであります」と述べた。
同年9月26日、総裁選が実施され、決選投票により安倍が総裁に選出された。同日、安倍は新総裁就任の挨拶で「政権奪還は決して私たちのためでも自民党のためでもない。まさに日本を取り戻す。日本人が日本に生まれたことを幸せと感じ、子供たちが誇りを持てる日本を作っていくためだ」と述べた。
同年10月25日、自民党広報部長の高市早苗は第46回衆議院議員総選挙に向けた新ポスターを発表した。安倍と石破茂の顔が上下にならび、「日本を、取り戻す。」の言葉が大きく記された。11月16日、衆議院解散。「日本を、取り戻す。」はこの年の衆院選における党の政権公約の題名に使われた。テレビCMでは、安倍は画面中央に立ち、「取り戻す。取り戻す。取り戻す。日本（にっぽん）を取り戻す。皆様とともに総力で。自民党」と訴えた。同年12月16日に衆院選は行われ、自民党が政権に復帰した。
2013年1月21日、安倍は、2006年に文藝春秋から上梓した『美しい国へ』の増補版を出版。同書において、「日本を、取り戻す。」について、「これは単に民主党政権から日本を取り戻すという意味ではありません。敢えて言うなら、これは戦後の歴史から、日本という国を日本国民の手に取り戻す戦いであります」と説明した。
同年6月11日、自民党広報部長の小池百合子は参院選に向けた新ポスターを発表した。作成した2種類はいずれも安倍のアップで、「日本を、取り戻す。」がスローガンとして再び使用された。同年6月27日、石破茂はPHP研究所から『日本を、取り戻す。憲法を、取り戻す。』を上梓した。同年7月21日、第23回参議院議員通常選挙が実施。前年の衆院選に続き、自民党は大きく議席を伸ばした。

## 論評など
- 東京女子大学現代教養学部の李津娥は、このスローガンの下で自民党が2012年の衆院選で大勝したことについて、このフレーズが「有権者それぞれが思い描く「日本の良かった時」」を想起させ[12]、「長期自民党政権で経済も好調だった「あの時代」に戻りたいという有権者の願望」に合致した結果ではないかとした[13]。

- 一橋大学大学院社会学研究科の稲葉哲郎は、40歳以上の自民党支持者に響くフレーズだったと分析した[12]。赤木智弘は、バブル崩壊後に社会に出、バブル時代を経験し損った世代が「取り戻す」という表現に共鳴したと分析した[14]。

- 関西学院大学の阿部潔は、2011年の東日本大震災によって「多数の日本人が物理的のみならず心理的に傷を負っていた」（"many Japanese people were damaged, not only physically but also psychologically"）ために「取り戻す」という表現が魅力的に聞こえたのではないかと分析した[15]。

- 石破茂は、2013年3月に「日本を、取り戻す。」の対象として「いまからだいたい20年くらい前の日本をイメージしている」と述べ[16]、同年6月には「過去のどこかの時点の日本を取り戻すということではありません」と述べた[17]。

- 日本共産党委員長の志位和夫は、このフレーズを使用する自民党を「『戦前を取り戻そう』という勢力」と表現した[18]。

- 現代史研究家の山崎雅弘は、安倍の支持勢力である日本会議の思想と関連させて次のように述べている[19]。

## エピソード
- 2012年5月、統一教会（現・世界平和統一家庭連合）の関連団体「国際勝共連合」の機関誌「世界思想」5月号が、特集「戦後憲法の終焉 今こそ日本を取り戻そう」を組んだ[20][21]。自民党と安倍晋三がスローガン「日本を、取り戻す。」を編み出したのがそれから4か月後だったことから、また、2004年12月に刊行された統一教会初代会長の久保木修己の遺稿集『美しい国 日本の使命』[22]のタイトルと安倍のベストセラー本『美しい国へ』のタイトルが似ていたことなどから、安倍と教団の思想的な近さと関連性が指摘された[21]。

- テレビCMで安倍が「取り戻す」と話すときの発音が「トリモロス」に聞こえるとしてネット掲示板で話題になった[23]。選挙プランナーの野沢高一は、安倍の滑舌の悪さはかえって「親しみやすさ」や「一生懸命さを印象付け」、CMの視聴者に好印象を与えたのではないかと述べた[12]。

- 2022年7月8日、安倍は参院選の遊説中、奈良市で射殺された。これを受けて、月刊誌『正論』（産経新聞社）は同年9月24日、「日本を取り戻す～安倍晋三元首相に誓う」と題したオンライン討論会を配信した。参加者は櫻井よしこ、杉田水脈、鈴木英敬であった[24]。